# Polymera (Polymerodes) evanescens
Polymera (Polymerodes) evanescens is een tweevleugelige uit de familie steltmuggen (Limoniidae). De soort komt voor in het Neotropisch gebied.